# Branxton, Northumberland
Branxton är en ort och civil parish i Storbritannien.   Den ligger i grevskapet och kommunen Northumberland i riksdelen England, i den centrala delen av landet, 500 km norr om huvudstaden London. Branxton ligger 67 meter över havet och antalet invånare är 123.
Terrängen runt Branxton är huvudsakligen platt, men söderut är den kuperad. Terrängen runt Branxton sluttar norrut. Runt Branxton är det ganska glesbefolkat, med 25 invånare per kvadratkilometer. Närmaste större samhälle är Berwick-upon-Tweed, 19,8 km nordost om Branxton. Trakten runt Branxton består i huvudsak av gräsmarker.